# Vivianita
La vivianita es un mineral de la clase de los minerales fosfatos, y dentro de esta pertenece al llamado “grupo de la vivianita”. Fue descubierta en 1817 en Cornualles (Inglaterra), siendo nombrada así en honor de John H. Vivian, político inglés y mineralogista que lo descubrió. Sinónimos poco usados son: glaucosiderita, mullicita y "azul-prusia nativo".

## Características químicas
Es un fosfato de hierro hidratado, sin aniones adicionales. El grupo de la vivianita al que pertenece son todos fosfatos o arseniatos con un metal y ocho moléculas de agua que cristalizan todos en sistema monoclínico, dimorfo del grupo de la simplesita con igual fórmula química pero en triclínico.
Cuando está recién extraído este mineral puede ser incoloro o casi, pero una vez extraído se oxida el Fe2+ a Fe3+, adquriendo una coloración azul oscuro a azul-verde.
Además de los elementos de su fórmula, suele llevar como impurezas: manganeso, magnesio y calcio.

## Formación y yacimientos
Aparece como mineral secundario común en la zona de oxidación de yacimientos de minerales metálicos, en pegmatitas de tipo granito conteniendo fosfatos, asociado a materiales orgánicos reemplazando a estos en fósiles, o en arcillas aluviales.
Suele encontrarse asociado a otros minerales como: metavivianita, ludlamita, pirita, pirrotita, siderita, santaclaraíta o limonita.

## Usos
Puede ser extraído junto a otros minerales metálicos con los que aparece como mena muy secundaria del hierro.
Algunos raros ejemplares transparentes pueden ser usados como gemas de valor en joyería.